# Hector Gervais
Hector Gervais (Saint Albert, 1934 – 19 luglio 1997) è stato un giocatore di curling canadese.

## Biografia
Vinse l'edizione dei campionati mondiali di curling nel 1961 con Ray Werner, Vic Raymer e Wally Ursuliak.
Nell'edizione la medaglia d'argento andò alla Scozia mentre quella di bronzo alla statunitense.